# Berdoba
Berdoba est une ville du nord-est du Tchad, située dans la région de l'Ennedi Est.

## Histoire
Berdoba est le premier commandement politique et militaire dans l’histoire de Dar bilia. C’est une entité appartenant au clan Gueniguargui. Leurs fils comme Rabet hissein guirim , Salim Abou Haoua, Abel Ali Gueldé ou Nair Arouss étaient de commandant de zone du sultan Ali Dinar puisque toute la région de l’ennedi jusqu’à Fada été commandé par le roi du Darfour jusqu’à 1913.

## Économie
L'aéroport d'Amdjarass est situé à Berdoba.

## Climat
Berdoba est située dans le désert du Sahara. Elle est animée par un climat désertique, un climat chaud et sec toute l'année.

## Administration
Berdoba a été le premier poste administratif de colons puis du premier gouvernement de Tombalbay 

## Personnalités liées
Berdoba est la commune de naissance d'Idriss Déby, président de la République du Tchad de 1990 à 2021.